# Älgsjön (Ockelbo socken, Gästrikland)
Älgsjön är en sjö i Ockelbo kommun i Gästrikland och ingår i Gavleåns huvudavrinningsområde. Sjön har en area på 0,163 kvadratkilometer och ligger 297 meter över havet.

## Delavrinningsområde
Älgsjön ingår i det delavrinningsområde (675033-152368) som SMHI kallar för Ovan 675346-152323. Medelhöjden är 305 meter över havet och ytan är 10,24 kvadratkilometer. Det finns inga avrinningsområden uppströms utan avrinningsområdet är högsta punkten. Vattendraget som avvattnar avrinningsområdet har biflödesordning 2, vilket innebär att vattnet flödar genom totalt 2 vattendrag innan det når havet efter 105 kilometer. Avrinningsområdet består mestadels av skog (77 procent). Avrinningsområdet har 0,95 kvadratkilometer vattenytor vilket ger det en sjöprocent på 9,2 procent.